# ニューヨーク市立大学リーマン校
ニューヨーク市立大学リーマン校 (Lehman College of The City University of New York) は、アメリカ合衆国ニューヨーク州ニューヨーク市ブロンクス区にある公立総合大学である。ニューヨーク市立大学システムの一つ。一般に「リーマンカレッジ」と呼ばれる。1931年にニューヨーク市立大学ハンター校のブロンクス・キャンパスとして創立されたのが起源。1968年に独立しニューヨーク市立大学リーマン校となる。
1990年から1994年まで広島県山県郡千代田町（現北広島町）に「リーマンカレッジ広島校」（ニューヨーク市立大学広島校）という日本校が存在した。